# 코비: 블루 엘리펀트의 전설
《코비: 블루 엘리펀트의 전설》(영어: Khan kluay 2)은 2009년에 개봉한 태국의 애니메이션 영화이다.

## 줄거리
서쪽나라 황제의 코끼리, 코비는 영원한 앙숙인 동쪽나라의 끊임없는 공격에 맞서기 위해 사랑하는 가족의 곁을 떠나 출전을 준비한다. 그러나 동쪽나라 주술사가 코비의 쌍둥이 아기코끼리를 납치한 소식을 듣게 되고, 코비는 모든 것을 걸고 가족을 구하기 위해 험난한 길을 떠난다.
과연 코비는 쌍둥이 아기코끼리와 서쪽나라 모두를 지킬 수 있을까?
용감한 아빠 코끼리 코비의 위대한 여정.
초특급 엘리펀트 어드벤처가 시작된다!

## 한국어 목소리
- 위훈 - 코비/경감 목소리 역
- 윤세웅 - 치치/주술사 목소리 역
- 곽윤상 - 나닐/동황제/간수 목소리 역
- 윤승희 - 토토/파이 목소리 역
- 이제인 - 샤샤/폴리 목소리 역
- 전진아 - 투투/마리 목소리 역
- 김경희 - 앤디/코코 목소리 역
- 권문정 - 지니/뚱보하녀 목소리 역
- 박상훈 - 대장/뚱보/검객3 목소리 역